# Darnétal
Darnétal is een gemeente in het Franse departement Seine-Maritime (regio Normandië) en telt 9225 inwoners (1999). De plaats maakt deel uit van het arrondissement Rouen.

## Geografie
De oppervlakte van Darnétal bedraagt 4,9 km², de bevolkingsdichtheid is 1882,7 inwoners per km².
De onderstaande kaart toont de ligging van Darnétal met de belangrijkste infrastructuur en aangrenzende gemeenten.

## Demografie
Onderstaande figuur toont het verloop van het inwonertal (bron: INSEE-tellingen).